# Diospage semimarginata
Diospage semimarginata är en fjärilsart som beskrevs av Rothschild 1909. Diospage semimarginata ingår i släktet Diospage och familjen björnspinnare. Inga underarter finns listade i Catalogue of Life.